# Maghdouché
Maghdouché (également Maghdoucheh ou Maghdousheh) est une ville du Sud-Liban dans le district de Sidon.

## Géographie
La ville est située à 50 km au sud de Beyrouth, à 8 km au sud de Saida, à 3 km du rivage méditerranéen sur une colline qui culmine à 229 mètres.

## Histoire

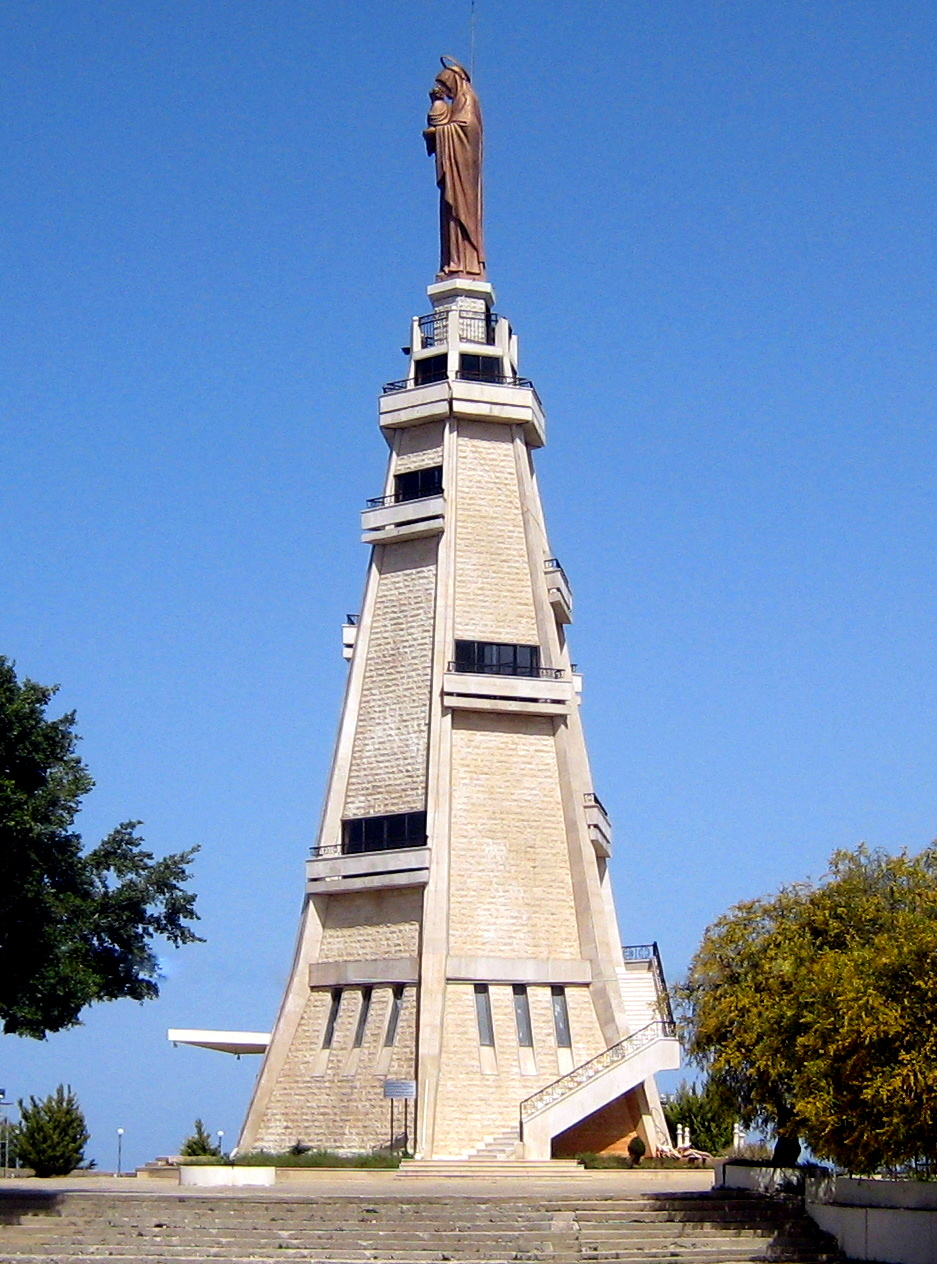
Statue de Notre-Dame de Mantara

L'endroit, où furent retrouvés une inscription phénicienne et un serpent sculpté dans le rocher, était un des hauts lieux de Sidon. Il est même possible qu'il y eut jadis dans les environs un sanctuaire troglodytique dédié à Astarté.
Selon la croyance chrétienne, quand Jésus vint à Sidon, la Vierge Marie qui l'accompagnait, l'attendit au sommet de la colline où se trouve aujourd'hui Maghdouché. Elle a passé la nuit dans une grotte d'environ 12 m sur 5, qui allait être connue sous le nom Mantara, ou « en attente ». À la demande de sa mère Hélène, l'empereur Constantin le Grand a transformé la grotte en sanctuaire et a érigé en l'honneur de la Vierge une tour qui s'est effondrée pendant le tremblement de terre de 550.
Plus tard, le roi Louis IX a érigé une tour de garde au même endroit. Puis le site est tombé dans l'oubli jusqu'à ce que la grotte de Mantara soit redécouverte par hasard par un berger en 1726. Depuis, la grotte a été transformée en un lieu de pèlerinage pour toutes les confessions libanaises.
En 1860, l'Église grecque-catholique melkite en est devenue propriétaire, et, en 1880 a transformé la grotte en sanctuaire. Au début des années 1960, a été construite une chapelle hexagonale surmontée d'une tour de 36 mètres qui porte une statue de bronze de 8,50 m représentant la Vierge Marie portant Jésus dans ses bras.
Une grande basilique est en cours de finition à proximité.

## Démographie
Maghdouché a une population permanente de 8 000 habitants, en majorité catholiques melkites.

## Économie
La principale activité de Maghdouché est l'agriculture. On y produit du raisin, des figues et des agrumes et on y cultive le néflier, l’olivier et le bigaradier. La ville est célèbre pour la qualité de son eau de fleur d'oranger.